# 調景嶺站公共運輸交匯處

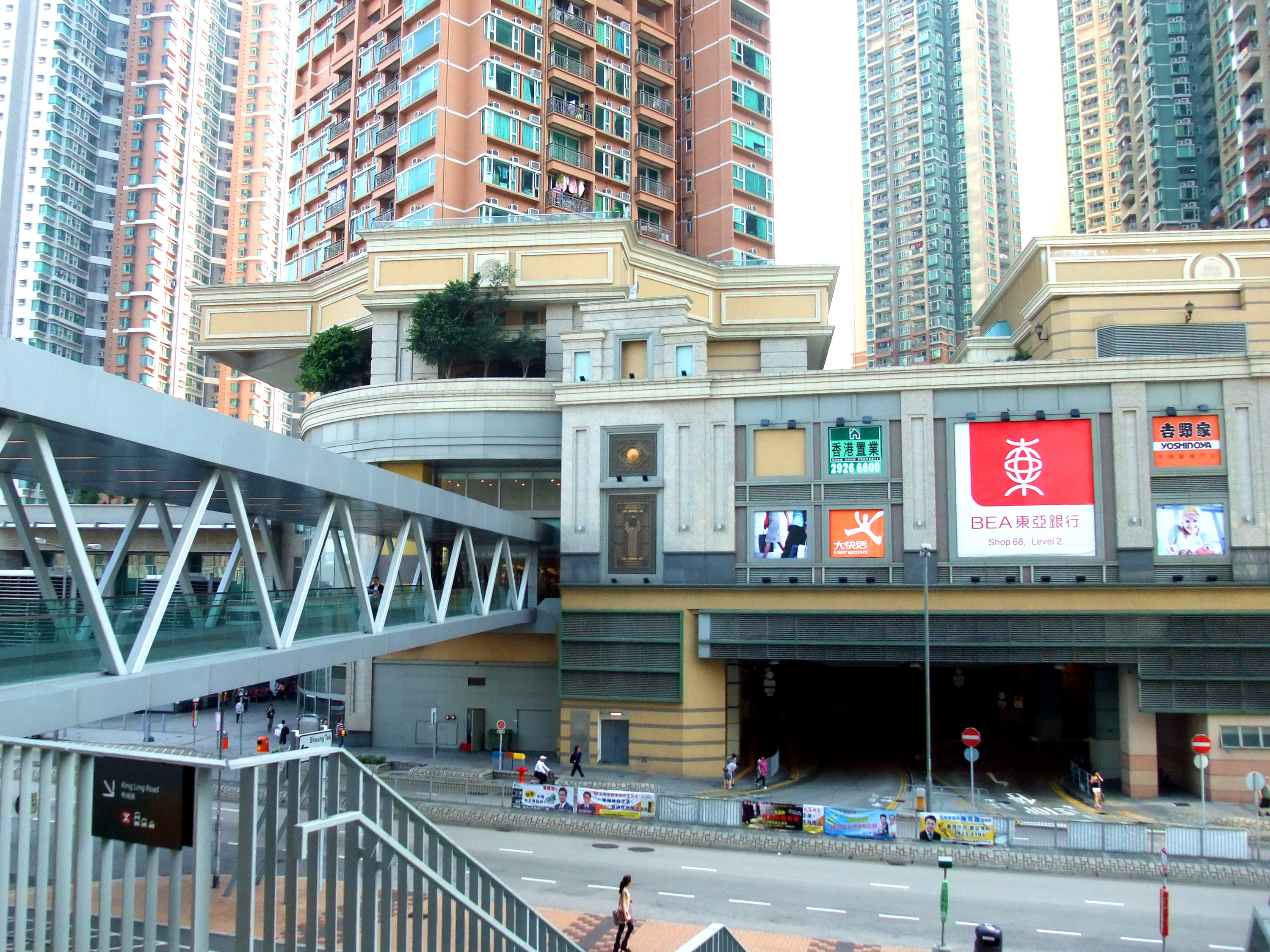
位於都會駅商場下方的調景嶺站公共運輸交匯處的出入口

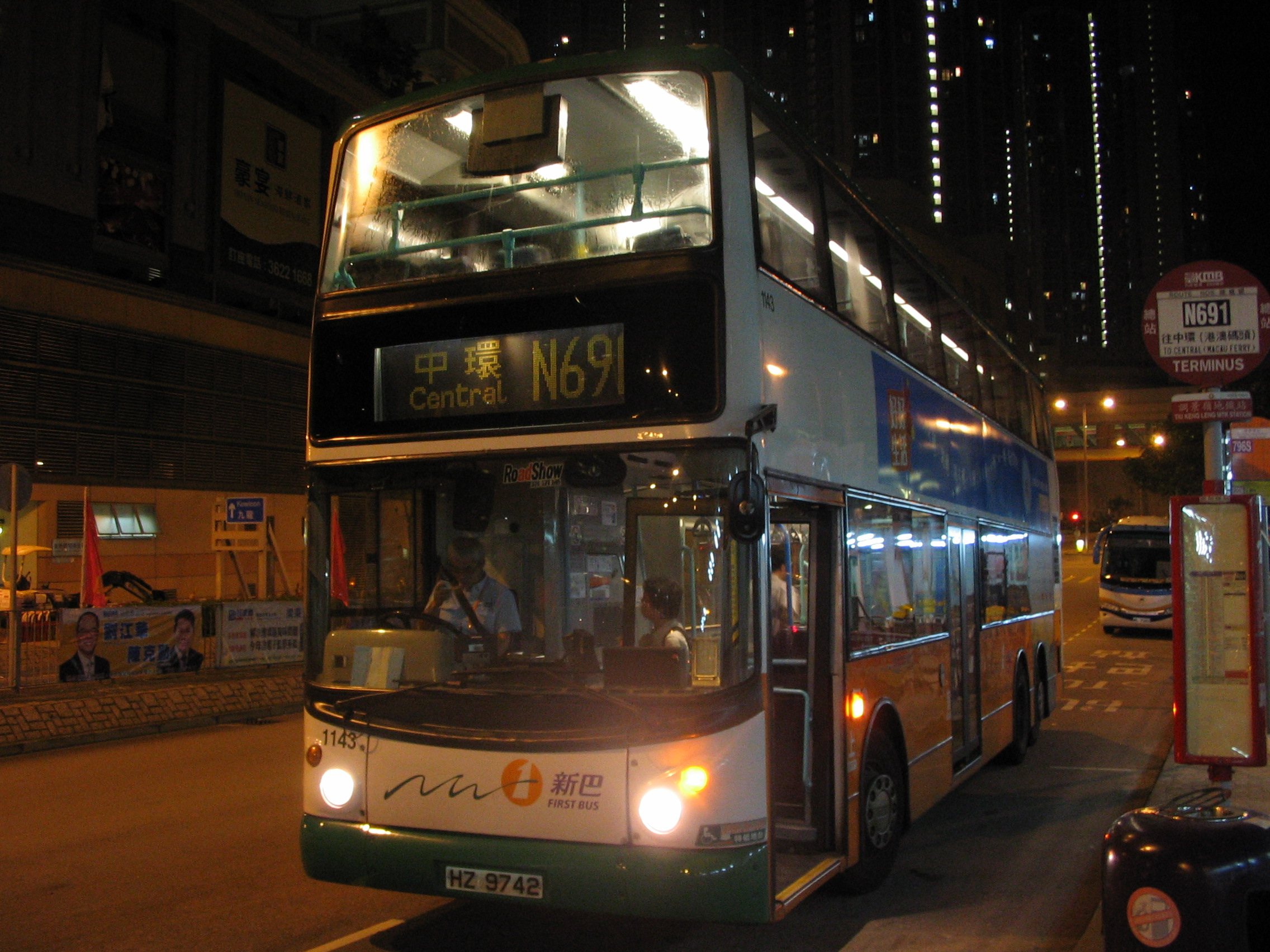
總站外位於景嶺路的路邊泊位（N691線的總站）

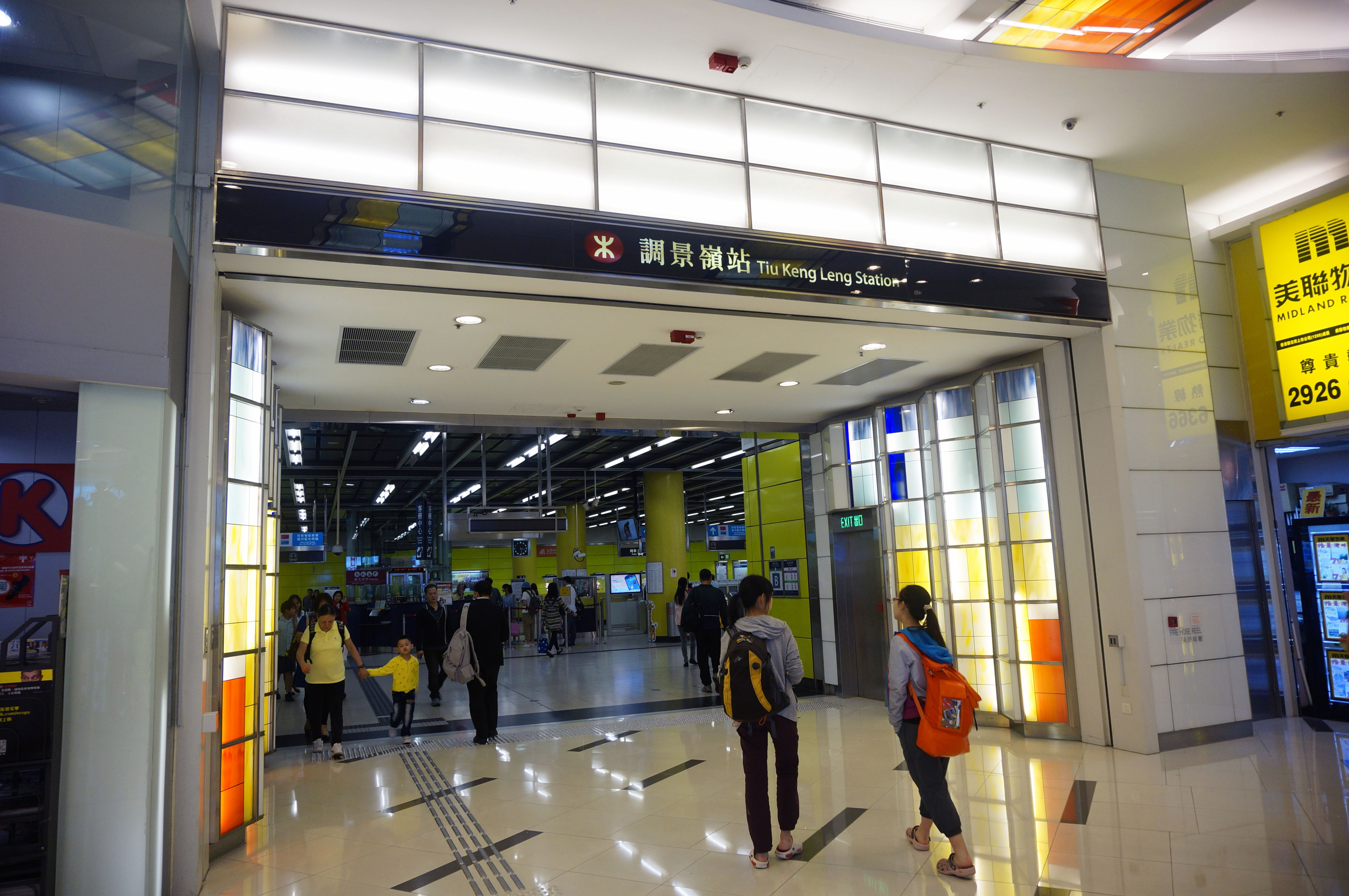
調景嶺港鐵站位於公共運輸交匯處旁側

調景嶺站公共運輸交匯處（英文：Tiu Keng Leng Station Public Transport Interchange），位於新界西貢區調景嶺景嶺路，連接港鐵調景嶺站，為一個室內坑狀公共運輸交匯處。現時有4條巴士路線及3條專線小巴路線以此為總站，另有14條巴士路線途經。

## 歷史
調景嶺站是將軍澳綫的其中一個車站，於2002年8月18日正式通車，觀塘綫亦於當日改以調景嶺站為終點站。調景嶺站公共運輸交匯處亦配合將軍澳綫通車而率先於8月11日啟用。
將軍澳南部近調景嶺站一帶的巴士服務由新巴取得專營權，受到專營權的限制，調景嶺站公共運輸交匯處的巴士總站清一色由新巴使用，巴士總站以外，站位順序分別為專綫小巴總站、的士站及公眾車輛上落客站。
過海隧道巴士N691線也以調景嶺為起點，但不在公共運輸交匯處為總站，而是在景嶺路停站。
- 2009年11月30日：城巴E22A線往機場博覽館方向改停此站，取代原有翠嶺路近景嶺路及景嶺路近健明邨的巴士站[2]。
- 2010年10月10日：以此站為總站的新巴796B線停止服務，新巴797M線的總站由此站遷往將軍澳站公共運輸交匯處，新巴798線投入服務並以此站為總站[3][4]。
- 2010年11月22日：新界區專線小巴108A線的總站由此站遷往彩明公共運輸交匯處[5]。
- 2011年6月20日：過海隧道巴士692P線的總站由此站外的路邊泊位遷往彩明公共運輸交匯處[6][7]。
- 2011年8月15日：新巴796P線投入服務並途經此站(只限往尖沙咀 (廣東道)方向)[8]。
- 2012年7月23日：新巴792M線的總站由此站遷往將軍澳站公共運輸交匯處，往西貢方向維持途經此站。
- 2015年9月27日：城巴A29P線投入服務並途經此站(只限往機場(地面運輸中心)方向)，城巴E22C線投入服務並以此站為總站。
- 2018年7月16日：九龍巴士290X線往荃灣西站方向繞經此站，成為首條使用此站的九巴路線。

## 總站路線資料（巴士）

### 九龍巴士290X線（特別班次）
- 調景嶺站 → 荃灣西站

### 過海隧道巴士694線
- 調景嶺站 ↔ 小西灣邨

於1998年11月9日投入服務，由城巴營運，為新巴於1998年9月1日取得港島區巴士專營權後第一條全新開辦的過海路線，途經將軍澳市中心、坑口、寶琳、將軍澳隧道、東區海底隧道、藍田、西灣河、筲箕灣及柴灣。

### 過海隧道巴士694S線
- 調景嶺站 ↔ 小西灣邨

於2023年3月20日起投入服務，由城巴營運，途經百勝角、日出康城、將藍公路、東區海底隧道、北角、鰂魚涌、西灣河、筲箕灣及柴灣，只於平日繁忙時間服務。

### 城巴798線
- 調景嶺站 ↔ 火炭（駿洋邨）

於2010年10月10日投入服務，途經將軍澳市中心、坑口、寶琳、將軍澳隧道、大老山隧道及沙田市中心。

### 城巴E22C線
- 調景嶺站 ↔ 飛機維修區

於2015年9月27日投入服務，途經將軍澳市中心、坑口、寶琳、將軍澳隧道、觀塘(只限回程)、九龍灣(只限回程)、牛池灣(只限回程)、鑽石山、黃大仙、機場後勤區及飛機維修區，只於每日上午及下午繁忙時間提供服務。

## 總站路線資料（專線小巴）

### 新界區專線小巴110線
- 調景嶺站 ↺ 九龍城

於2002年9月9日投入服務，途經將軍澳市中心、將軍澳隧道、觀塘繞道、MegaBox、國際展貿中心、新蒲崗、九龍城、九龍醫院。

### 新界區專線小巴110A線
- 調景嶺站 ↔ 九龍灣（啟祥道）

### 新界區專線小巴114B線
- 調景嶺站 ↺ 藍塘傲

## 途經路線資料（巴士）

### 九龍巴士91R線
- 清水灣 →  將軍澳（彩明）

只限往彩明方向途經此總站。

### 城巴792M線
- 將軍澳站 ↔ 西貢

於2002年8月18日配合將軍澳綫通車投入服務，2012年7月23日總站由此遷至將軍澳站公共運輸交匯處，途經將軍澳市中心、調景嶺、坑口、香港科技大學、蠔涌及白沙灣，只限往西貢方向途經此總站。

### 城巴793線
- 將軍澳工業邨 ↔ 蘇屋邨

於2022年8月21日起投入服務，由796C及796E線合併而成，途經日出康城、清水灣半島、將軍澳南、將軍澳市中心、調景嶺、將軍澳隧道、觀塘繞道、九龍灣商貿區、新蒲崗、九龍城、旺角、深水埗。

### 城巴795X線
- 清水灣半島 ↔ 蘇屋邨

於2022年2月28日起投入服務，途經將軍澳南、調景嶺、將軍澳市中心、將軍澳隧道、觀塘繞道、九龍灣、啟德隧道、東九龍走廊、油麻地、旺角、西九龍走廊、美孚及長沙灣。

### 城巴796P線
- 將軍澳站 ↔ 尖沙咀東

於2011年8月15日起投入服務，途經將軍澳南、調景嶺、將軍澳隧道、觀塘繞道、九龍灣、啟德隧道、東九龍走廊及尖沙咀，只於繁忙時間提供服務，只限往尖沙咀東方向途經此總站。

### 城巴796S線
- 將軍澳站 ↺ 牛頭角站

於2001年9月3日投入服務，初時總站為寶盈花園，2002年10月27日延長至清水灣半島巴士總站，2005年6月13日與796A線合併，2014年2月9日配合路綫重組縮短至將軍澳站，途經將軍澳市中心、調景嶺及觀塘市中心，只於每日凌晨及清晨提供服務，只限往牛頭角站方向途經此總站。

### 城巴796X線
- 將軍澳工業邨 ↔ 尖沙咀東
- 將軍澳站 ↔ 尖沙咀東（特別班次）

於2000年2月1日投入服務，2011年3月6日延長至尖沙咀東巴士總站，2011年8月14日延長至康城站公共運輸交匯處，2017年9月25日起延長至將軍澳工業邨，途經日出康城、清水灣半島、將軍澳南、將軍澳市中心、調景嶺、將軍澳隧道、觀塘繞道、九龍城、馬頭圍、土瓜灣、紅磡及尖沙咀。

### 城巴797線（特別班次）
- 日出康城 → 新蒲崗

### 城巴E22A線
- 將軍澳（康盛花園） ↔ 航天城

於2000年10月22日投入服務，途經坑口、將軍澳市中心、調景嶺、將軍澳隧道、觀塘(只限回程)、九龍灣(只限回程)、牛池灣(只限回程)、鑽石山、黃大仙、東涌市中心、機場後勤區及一號客運大樓，只限往航天城方向途經此總站。

### 城巴E22S線
- 東涌（滿東邨） ↔ 將軍澳（寶琳）

於2009年11月30日投入服務，途經坑口、將軍澳市中心、調景嶺、將軍澳隧道、觀塘、觀塘商貿區、九龍灣商貿區、鑽石山、黃大仙、東涌北及逸東邨，只限往滿東邨方向途經此總站。

### 城巴A28線
- 日出康城 ↔ 機場

於2015年9月27日投入服務，前身為A29P線，2023年12月18日起改稱A28。途經清水灣半島、將軍澳市中心、調景嶺、尚德邨、翠林邨、康盛花園、寶達邨、安達邨、安泰邨、彩雲邨、牛池灣、鑽石山、黃大仙、呈祥道、青葵公路、青嶼幹線、一號客運大樓及港珠澳大橋香港口岸。

### 九龍巴士290X、N290線
290X
- 日出康城 ↔ 荃灣西站

提供由日出康城、清水灣半島、將軍澳市中心、調景嶺、尚德邨、翠林邨、康盛花園、安達臣道發展區、彩雲邨、彩虹邨及黃大仙中心經龍翔道及呈祥道往返葵芳、葵興、大窩口及荃灣市中心的直接服務，於2017年2月27日起投入服務。只限往荃灣西站方向途經此總站。
N290
- 荃灣西站 ↔ 日出康城

提供由荃灣市中心、大窩口、葵興及葵芳經呈祥道及龍翔道往返黃大仙中心、彩虹邨、彩雲邨、四順、秀茂坪、寶達邨、康盛花園、翠林邨、寶林、坑口、尚德邨、調景嶺、將軍澳市中心、清水灣半島及日出康城的深宵服務，於2018年7月17日起投入服務。只限往荃灣西站方向途經此總站。

## 過往總站路線
- 新巴792M線
- 新巴796線（已取消）
- 新巴796A線（已取消）
- 新巴796B線（已取消）
- 新巴796C線（已重組為793線）
- 新巴796E線（已重組為793線）
- 新巴797M線
- 新巴797R線（已取消）
- 城巴798B線（已取消）
- 過海隧道巴士692P線
- 新界區專線小巴108A線
- 新巴X797線
- 城巴A29P線（已重組為A28線）

## 車坑分佈
| 車坑分佈（以入口最左邊起計） | 車坑分佈（以入口最左邊起計） | 車坑分佈（以入口最左邊起計）                    |
| 車坑編號                     | 車坑數目                     | 路線                                            |
| ---------------------------- | ---------------------------- | ----------------------------------------------- |
| G                            | 車站入口通道                 | 城巴793、795X、796R、796X線                     |
| 1                            | 單坑                         | 城巴797線                                       |
| 2                            | 單坑                         | 過海隧道巴士694、694S線                         |
| 3                            | 單坑                         | 城巴798線                                       |
| 4                            | 單坑                         | 城巴792M、796P、A28、E22A、E22S線               |
| 5                            | 雙坑                         | 九龍巴士91R、290X線 城巴793、795X、796X、E22C線 |
| 6                            | 單坑                         | 專線小巴114B線                                  |
| 7                            | 雙坑                         | 專線小巴110、110A線                             |
| 8                            | 雙坑                         | 九龍巴士N290線 城巴796S線                       |
| 9                            | 雙坑                         | 的士站                                          |

- 有綠字班次為往將軍澳方向。

## 站位設計
此總站採用坑位設計，共設有4條單坑，5條雙坑，設有巴士總站、專綫小巴總站、的士站及公眾車輛上落客處。

### 路線配置
城巴694、792M、793、796X(往將軍澳方向)、796P、798、A28、E22A線及專線小巴114B線使用單坑，九巴290X線、城巴793、796X、E22C線及專線小巴110、110A線則使用雙坑。過海隧道巴士N691線則使用總站外位於景嶺路的路邊泊位。

## 外部連結
- 討論文件：地鐵將軍澳支線坑口站、將軍澳站及調景嶺站的公共運輸交匯處 （页面存档备份，存于），立法會運輸事務委員會（2000-2001年度），運輸局於2001年3月9日呈交
- 調景嶺站公共運輸交匯處 （页面存档备份，存于），城巴／新巴